# Ernst Ronnecker
Ernst Ronnecker (* 4. Januar 1923 in Hindenburg; † 22. November 1968 in Dortmund) war ein deutscher Schauspieler und Hörspielsprecher.

## Leben
Über den Werdegang des früh verstorbenen Ernst Ronnecker ist nichts bekannt. Stationen seiner Theaterlaufbahn waren bis 1951 das Stadttheater Worms, wo er als Schauspieler und Dramaturg tätig war. Danach gastierte er bis 1954 am Pfalztheater in Kaiserslautern, wechselte anschließend an das Nationaltheater Mannheim, wo er bis 1959 unter Vertrag stand. In der Spielzeit 1960/61 hatte Ronnecker eine Verpflichtung am Schauspielhaus Bochum und trat bei den Ruhrfestspielen in Recklinghausen auf.
Seit 1957 arbeitete Ronnecker auch vor der Kamera. In einer Verfilmung von Der Hauptmann von Köpenick mit Rudolf Platte in der Titelrolle spielte er die Figur des Kalle, in dem Zweiteiler Der dritte Handschuh war er als zwielichtiger Erpresser zu sehen, ferner hatte er Episodenrollen in Serien wie Kommissar Freytag, Das Kriminalmuseum oder Graf Yoster gibt sich die Ehre. Seit Mitte der 1950er-Jahre war Ronnecker daneben zehn Jahre lang umfangreich als Hörspielsprecher tätig.

## Filmografie (Auswahl)
- 1957: Die Kraft und die Herrlichkeit
- 1958: Die Bekehrung des Ferdys Pistora
- 1958: … und nichts als die Wahrheit
- 1958: Der kaukasische Kreidekreis
- 1959: Vor Himmelskörpern wird gewarnt
- 1960: Der Hauptmann von Köpenick
- 1961: Die inneren Stimmen
- 1962: Der Hausmeister
- 1962: Schluck und Jau
- 1963: Die Frau des Bäckers
- 1964: Die Übungspatrone
- 1964: Lydia muss sterben
- 1965: Ein Tag – Bericht aus einem deutschen Konzentrationslager 1939
- 1965: Das Gespenst von Canterville
- 1966: Kommissar Freytag – Sieben Tropfen Wermut
- 1966: Das Kriminalmuseum – Der Barockengel
- 1967: Mädchen, Mädchen
- 1967: Wilder Reiter GmbH
- 1967: Der dritte Handschuh
- 1967: Fast ein Held
- 1968: Ein Sarg für Mr. Holloway
- 1968: Tragödie auf der Jagd
- 1968: Graf Yoster gibt sich die Ehre – Rien ne va plus

## Hörspiele (Auswahl)
- 1955: Maurits Dekker: Die Welt hat keinen Wartesaal – Regie: Walter Knaus – SDR
- 1956: Joseph Hayes: Ein Tag wie jeder andere – Regie: Karl Ebert – SDR
- 1956: Lutz Neuhaus: Ein weiter Weg – Regie: Walter Knaus – SDR/BR
- 1957: Jacques Déval: Familienpapiere – Regie: Cläre Schimmel – SDR
- 1957: Graham Greene: Das Attentat – Regie: Karl Ebert – SDR
- 1957: Günter Grass: Hochwasser – Regie: Martin Walser – SDR
- 1958: Ferdinand Bruckner: Das irdene Wägelchen – Regie: Oskar Nitschke – SDR
- 1958: Lope de Vega: Die bestrafte Spröde – Regie: Cläre Schimmel – SDR
- 1959: Dieter Wellershoff: Die Bittgänger – Regie: Walter Knaus – SDR
- 1959: Friedrich Schiller: Kabale und Liebe – Regie: Walter Knaus – SDR
- 1960: Federico García Lorca: Mariana Pineda – Regie: Cläre Schimmel – SDR
- 1960: Ben Jonson: Der Alchimist – Regie: Walter Knaus – SDR
- 1961: Nikolai Gogol: Der Revisor – Regie: Walter Knaus – SDR
- 1961: Klaus Steiger: Es geschah in … (Folge 68: Die Schatzgräber) – Regie: Otto Düben – WDR
- 1962: Eugène Ionesco: Die Nashörner – Regie: Wolfgang Spier – RIAS
- 1963: Betty Davies: Katz und Maus – Regie: Ulrich Gerhardt – RIAS
- 1964: Harold Pinter: Die Zwerge – Regie: Fritz Schröder-Jahn – SWF
- 1965: Peter Weiss: Die Ermittlung – Regie: Peter Schulze-Rohr – Gemeinschaftsproduktion mehrerer Rundfunkanstalten